# Tank 400
Tank 400 — полноразмерный внедорожник, выпускаемый с 2023 года компанией Tank — внедорожным подразделением Great Wall Motors.

## Описание
Автомобиль Tank 400 дебютировал в 2021 году на автосалоне в Шанхае параллельно с Tank 500. Как и другие внедорожники, автомобиль имеет несущую раму и двухрычажную переднюю подвеску. Отделка салона такая же, как у Tank 500. Продажи начались 25 августа 2023 года в Китае. Конкурентами являются автомобили Jeep.

## Технические характеристики
Tank 400 оснащается двухлитровым, четырёхцилиндровым бензиновым двигателем с турбонаддувом мощностью 252 л. с. и крутящим моментом 380 Н⋅м, который сочетается в паре с девятиступенчатой автоматической трансмиссией. Также существует подзаряжаемый гибрид Tank 400 Hi4-T (PHEV) с электродвигателем мощностью 408 л. с. и крутящим моментом 750 Н⋅м (позднее модуль Hi4-T стал устанавливаться на Tank 300 и Tank 500). По циклу WLTC запас хода составляет 105 км. Глубина брода для внедорожника составляет 800 мм. Автомобиль способен буксировать прицеп массой 2,5 тонны. Объём багажника составляет 566 литров.